# Ferrovia Losanna-Olten
La ferrovia Losanna-Olten (nota anche come Jurafusslinie o ligne du Pied du Jura) è una linea ferroviaria a scartamento normale della Svizzera.

## Storia
La linea nasce dall'unione di più tratte costruite da compagnie ferroviarie diverse:
- il 7 maggio 1855 la Compagnie des Chemins de fer de l'ouest suisse (OS) aprì la tratta Yverdon-Bussigny, prolungata il successivo 1º luglio da Bussigny verso Renens e Morges. Il 5 maggio 1856 aprirono le tratte Losanna-Renens e Morges-Bussigny. Il 7 novembre 1859 venne aperta la tratta Yverdon-Vaumarcus; lo stesso giorno la Compagnie du chemin de fer Franco-Suisse (FS) aprì la tratta Vaumarcus-Neuchâtel-La Neuveville[3], pensata originariamente come diramazione della ferrovia Neuchâtel-Pontarlier[2];
- nel 1857 il canton Berna diede alla Schweizerische Ostwestbahn (OWB) la concessione per le linee La Neuveville-Bienne-Berna e Berna-Lucerna (via Emmental ed Entlebuch). Il 3 dicembre 1860 aprì la tratta Bienne-La Neuveville, ma per motivi finanziari l'anno successivo la Ostwestbahn si sciolse; il cantone rilevò la concessione per le linee La Neuveville-Bienne-Zollikofen (dove si allacciava alla ferrovia Berna-Olten) e Langnau-Gümligen (dove si allacciava alla ferrovia Berna-Thun) costituendo la Bernische Staatsbahn (BSB)[4];
- il 4 febbraio 1853 si era costituita la Schweizerische Centralbahn (SCB), per la costruzione di linee ferroviarie tra Basilea ed Olten con diramazioni da quest'ultima località verso ovest, est e sud[5]. La SCB aprì il 1º giugno 1857 la tratta tra la stazione provvisoria di Bienne e Soletta e contemporaneamente il suo prolungamento Soletta-Herzogenbuchsee, che permetteva, instradando i treni sulla linea Olten-Berna, aperta in contemporanea, di proseguire verso Olten, Basilea e la Svizzera orientale. Il 1º giugno 1864 fu aperta la nuova stazione di Bienne, abbandonando quella provvisoria[6];
- per rispondere alla minaccia portata dalla Schweizerische Nationalbahn (SNB), che aveva proposto la costruzione di una ferrovia tra l'est e l'ovest della Svizzera in concorrenza con le ferrovie già esistenti, nel 1872 la SCB stipulò un contratto per la realizzazione delle linee Olten-Soletta (con prosecuzione per Lyss), nota come Gäubahn, Liestal-Soletta (Wasserfallenbahn) e Soletta-Schönbühl[7]. Ottenuta la concessione, la SCB aprì la tratta Olten-Soletta il 4 dicembre 1876[8], mentre la Wasserfallenbahn e la Soletta-Schönbühl non vennero mai costruite[9].

Le varie tratte seguirono le sorti delle società concessionarie: nel 1864 FS e OS entrarono a far parte dell'Association des chemins de fer de la Suisse Occidentale, prodromo alla loro fusione nella Chemins de fer de la Suisse Occidentale (SO) il 1º gennaio 1872. La SO si fuse a sua volta con la Compagnie du Simplon (S) nel 1881, creando la Suisse-Occidentale-Simplon (SOS). Nel 1890 nacque la Compagnia del Giura-Sempione (JS), dalla fusione della SOS con la Jura-Bern-Luzern Bahn (JBL, che aveva a sua volta assorbito nel 1884 la Chemin de fer du Jura bernois, in cui era confluita nel 1877 la BSB), nazionalizzata (con la creazione delle Ferrovie Federali Svizzere) nel 1903. Le FFS avevano assorbito nel 1902 anche la SCB.
Il 1º febbraio 1925 venne elettrificata la tratta Losanna-Yverdon; l'elettrificazione della linea fu completata il 23 dicembre 1927.
Alla creazione delle FFS le tratte Losanna-Daillens (comune alla linea per Vallorbe) e Neuchâtel-Auvernier (comune alla linea per Pontarlier) erano già a doppio binario. Nel 1914 venne raddoppiata la tratta tra Saint-Blaise e Cressier, in due tranches (il 16 luglio tra Saint-Blaise e Cornaux, il 12 ottobre la Cornaux-Cressier); il 30 aprile 1915 venne raddoppiata la tratta Cressier-Le Landeron, mentre a fine 1917 entrò in servizio il raddoppio della sezione Le Landeron-La Neuveville.
Il 26 maggio 1919 fu il turno della Daillens-Eclépens; tra Eclépens ed Ependes venne messo in servizio il secondo binario nel 1921 (tra Eclépens e Chavornay il 31 maggio, tra Chavornay ed Ependes il 1º novembre).
Il 1º maggio 1920 venne raddoppiata la tratta tra Lengnau e Biel Mett; il raddoppio della tratta tra Mett e Bienne entrò in servizio il 1º giugno 1923, in concomitanza con l'inaugurazione della nuova stazione di Bienne.
Il raddoppio della linea proseguì nel 1931, con l'entrata in servizio del secondo binario tra Lengnau e Selzach, mentre l'anno successivo toccò alla tratta Selzach-Soletta Ovest, nel 1933 alla sezione Ependes-Yverdon, nel 1934 alla tratta Neuchâtel-Saint-Blaise e nel 1938 (l'8 aprile) tra Soletta e Soletta Ovest.
I lavori di raddoppio ripresero nel 1950, con l'entrata in servizio delle tratte Oensingen-Oberbuchsiten (25 agosto) e Oberbuchsiten-Egerkingen (12 dicembre); proseguirono l'anno successivo con i raddoppi delle sezioni Auvernier-Colombier (26 gennaio), Egerkingen-Hägendorf (20 maggio), Colombier-Boudry (24 agosto) e Hägendorf-Wangen bei Olten (24 ottobre); nel 1952 toccò alle tratte Olten-Hammer-Wangen bei Olten (18 maggio) e Bevaix-Boudry (5 ottobre) e nel 1954 alle sezioni Luterbach-Soletta (12 gennaio), Deitinger-Luterbach (23 maggio), Wangen an der Aare-Deitinger (17 dicembre). Il 13 dicembre 1955 entrò in servizio il secondo binario tra Wangen an der Aare e Niederbipp, mentre in occasione del cambio d'orario 1956 venne raddoppiata la tratta Oensingen-Niederbipp, a inizio giugno 1957 sulla tratta La Neuveville-Ligerz e il 7 dicembre 1958 tra Grandson e Onnens-Bonvillars.
Il 1º giugno 1969 entrò in servizio la galleria a doppio binario di Vingelz (tra Bienne e Tüscherz), lunga 2431 metri, i cui lavori erano iniziati a luglio 1965; tra Tüscherz e Twann il doppio binario entrò in servizio l'8 agosto 1975. Il 29 maggio 1983 (dopo tre anni di lavori) venne aperto il raddoppio della tratta Yverdon-Grandson. Nel 1996 venne raddoppiato il ponte sull'Aar tra Olten e Olten Hammer
In seguito al programma Ferrovia 2000 venne deciso il raddoppio (in parte in galleria) della tratta Onnens-Saint-Aubin, permettendo (insieme all'introduzione degli elettrotreni RABDe 500) un guadagno di 15 minuti sul percorso Losanna-Zurigo. La prima sezione, tra Onnens e Concise, entrò in servizio il 6 novembre 1998; il 28 maggio 1999 fu inaugurata la tratta in galleria tra Gorgier-Saint-Aubin e Vaumarcus, i cui lavori erano durati quattro anni; il 25 maggio 2000 venne inaugurata la nuova tratta (parte in trincea e parte in galleria) tra La Lance e Vaumarcus. L'opera venne completata il 18 maggio 2001, con l'inaugurazione dell'ultima tratta. Entro il 2029, con la costruzione di una variante in galleria parallela all'autostrada A5 tra La Neuveville e Twann, la linea sarà interamente a doppio binario.

## Caratteristiche
La ferrovia, a scartamento normale, è lunga 164,57 km, è elettrificata a corrente alternata monofase con la tensione di 15000 V alla frequenza di 16,7 Hz; la pendenza massima è dell'11 per mille. È interamente a doppio binario, tranne nella tratta Twann-Chavannes.

### Percorso
|  |  | Continuation backward |

|  | Unknown route-map component "CONTgq" | Unknown route-map component "vSHI1+lo-STR+r" |  |  |

|  | Unknown route-map component "CONTgq" | Unknown route-map component "vABZg+r-STR" |  |  |

|  |  | Unknown route-map component "vBHF" |

|  | Unknown route-map component "d" | Unknown route-map component "SPLegl" | Unknown route-map component "dABZq+r" | Unknown route-map component "CONTfq" |

|  | Unknown route-map component "d" | Straight track | Unknown route-map component "dCONTf" |  |

| Unknown route-map component "hKRZWae" |

| Station on track |

| Station on track |

| Station on track |

| Unknown route-map component "SKRZ-Ao" |

| Station on track |

| Station on track |

| Unknown route-map component "CONTgq" | Transverse track | Unknown route-map component "vSTR+r-SHI1+r" |  |  |

|  | Unknown route-map component "KBHFa-L" | Unknown route-map component "vBHF-R" |  |  |

|  | Stop on track | Unknown route-map component "SPLe" |  |  |

|  | Unknown route-map component "BHF-L" | Unknown route-map component "BHF-R" |  |  |

|  | Unknown route-map component "ABZgl" | Unknown route-map component "KRZo" | Unknown route-map component "CONTfq" |  |

| Unknown route-map component "CONTgq" | One way rightward | Straight track |  |  |

| Unknown route-map component "SKRZ-Ao" |

| Unknown route-map component "hKRZWae" |

| Station on track |

| Stop on track |

| Station on track |

|  | Unknown route-map component "ABZg+l" | Unknown route-map component "CONTfq" |

|  |  | Straight track | Unknown route-map component "STR+l" | Unknown route-map component "CONTfq" |

|  | Head station | Unknown route-map component "BHF-L" | Unknown route-map component "KBHFe-R" |  |

| Unknown route-map component "CONTgq" | One way rightward | Straight track |  |  |

|  |  | Straight track | Unknown route-map component "SHI4+rq" | Unknown route-map component "CONTfq" |

|  |  | Unknown route-map component "ABZgl" | Unknown route-map component "xABZqr" + Unknown route-map component "SHI4lq" | Unknown route-map component "exCONTfq" |

| Unknown route-map component "hKRZWae" |

| Station on track |

| Unknown route-map component "CONTgq" | Unknown route-map component "ABZgr" |  |

| Stop on track |

| Stop on track |

| Unknown route-map component "eHST" |

| Non-passenger station/depot on track |

| Station on track |

| Stop on track |

| Station on track |

| Unknown route-map component "CONTgq" | Unknown route-map component "KRZu" | Unknown route-map component "STR+r" |

|  | Unknown route-map component "ABZg+l" | One way rightward |

| Station on track |

| Stop on track |

| Stop on track |

|  |  | Unknown route-map component "SPLa" |

|  |  | Unknown route-map component "vSTR-HST" |

|  |  | Unknown route-map component "vDST-STR" |

|  | Unknown route-map component "v-SHI2+l" | Unknown route-map component "vSHI2gr-STR" |  |  |

|  | Unknown route-map component "v-STR" | Unknown route-map component "vÜWBr" |  |  |

|  | Unknown route-map component "v-KDSTe" | Unknown route-map component "vSTR" |  |  |

|  |  | Unknown route-map component "vSTR-ABZgl+l" | Unknown route-map component "CONTfq" |  |

|  |  | Unknown route-map component "SPLe" | Unknown route-map component "tSTR+l" | Unknown route-map component "CONTfq" + Unknown route-map component "PORTALr" |

|  |  | Unknown route-map component "BHF-L" | Unknown route-map component "tKBHFe-R" |  |

| 99,37  |
| 104,50 |

|  | Unknown route-map component "CONTgq" | Unknown route-map component "ABZgr" |  |  |

| Enter and exit short tunnel |

| Station on track |

| Station on track |

| Unknown route-map component "uCONTgq" | Unknown route-map component "uKBHFeq" | Unknown route-map component "eHST" |  |  |

| Non-passenger station/depot on track |

| Stop on track |

| Station on track |

| Stop on track |

| Station on track |

| Enter and exit short tunnel |

| Stop on track |

|  | Unknown route-map component "ABZg+l" | Unknown route-map component "CONTfq" |

|  |  | Unknown route-map component "BHF-L" | Unknown route-map component "utKBHFaq" | Unknown route-map component "utCONTfq" |

|  | Unknown route-map component "uCONTgq" + Unknown route-map component "PORTALl" | Unknown route-map component "mKRZt" | Unknown route-map component "utKBHFe@gq" |  |

|  | Unknown route-map component "KRW+l" | Unknown route-map component "KRWgr" |  |  |

|  | Continuation forward | Straight track |  |  |

| Enter and exit short tunnel |

| Stop on track |

| Station on track |

| Unknown route-map component "CONTgq" | Unknown route-map component "ABZgr" |  |

| Station on track |

| Stop on track |

| Unknown route-map component "eHST" |

| Stop on track |

| Stop on track |

|  |  | Unknown route-map component "eKRWgl" | Unknown route-map component "exKRW+r" |  |

|  |  | Enter and exit tunnel | Unknown route-map component "exSTR" |  |

|  |  | Unknown route-map component "eKRWg+l" | Unknown route-map component "exKRWr" |  |

|  |  | Unknown route-map component "HSTeBHF" |

|  |  | Unknown route-map component "eKRWgl" | Unknown route-map component "exKRW+r" |  |

|  |  | Unknown route-map component "tSTRa@g" + Unknown route-map component "RAq" | Unknown route-map component "exSTR" |  |

|  |  | Unknown route-map component "tSTRe" | Unknown route-map component "exSTR" |  |

|  |  | Enter and exit short tunnel | Unknown route-map component "exSTR" |  |

|  |  | Unknown route-map component "tHSTa@f" | Unknown route-map component "exBHF" |  |

|  |  | Unknown route-map component "tSTRe" | Unknown route-map component "exSTR" |  |

|  |  | Unknown route-map component "eKRWg+l" | Unknown route-map component "exKRWr" |  |

| Unknown route-map component "eHST" |

| Stop on track |

|  | Unknown route-map component "CONTgq" | Unknown route-map component "vSTR+r-SHI1+r" |  |  |

|  |  | Unknown route-map component "vHST-STR" |

|  | Unknown route-map component "v-SHI2+l" | Unknown route-map component "vSHI2gr" |  |  |

|  | Unknown route-map component "v-STR" | Unknown route-map component "vÜST-STR" |  |  |

|  | Unknown route-map component "v-SHI2g+l" | Unknown route-map component "vSHI2r-" + Unknown route-map component "SHI1+l" |  |  |

| Unknown route-map component "dWASSERq" | Unknown route-map component "dWBRÜCKE" | Unknown route-map component "hKRZWae" | Unknown route-map component "dWASSERq" | Unknown route-map component "d" |

|  | Unknown route-map component "dKBHFe-L" | Unknown route-map component "BHF-R" | Unknown route-map component "d" |  |

|  |  | Unknown route-map component "ABZgl" | Unknown route-map component "CONTfq" |  |

| Stop on track |

| Stop on track |

|  | Unknown route-map component "CONTgq" | Unknown route-map component "vSTR+r-SHI1+r" |  |  |

|  |  | Unknown route-map component "vBHF" |

|  |  | Unknown route-map component "SPLe" |

| Stop on track |

| Enter and exit short tunnel |

| Enter and exit short tunnel |

| Stop on track |

| Unknown route-map component "ABZg+r" |

| Unknown route-map component "CONTgq" | Unknown route-map component "ABZg+r" |  |

| Non-passenger station/depot on track |

| Unknown route-map component "KRW+l" | Unknown route-map component "ABZgr" |  |

| Non-passenger station/depot on track | Straight track |  |

| Unknown route-map component "KRWl" | Unknown route-map component "ABZg+r" |  |

| Small bridge over water |

| Unknown route-map component "uCONTgq" | Unknown route-map component "uKBHFeq" | Straight track |  |  |

| Station on track |

| Small bridge over water |

| Small bridge over water |

| Stop on track |

| Small bridge over water |

| Station on track |

| 6,93  |
| 14,92 |

| Unknown route-map component "STR+l" | Unknown route-map component "ABZlr" | Unknown route-map component "STR+r" |

| Unknown route-map component "hSTRae" |  | Straight track |

| Small bridge over water |  | Straight track |

| Non-passenger station/depot on track | Unknown route-map component "STR+l" | Unknown route-map component "ABZg+r" |

| 13,2 |
| 7,3  |

| Straight track | Unknown route-map component "SKRZ-Ao" | Straight track |

| Unknown route-map component "ABZg+l" | One way rightward | Station on track |

| Straight track |  | Stop on track |

| Straight track |  | Station on track |

|  | One way leftward | Unknown route-map component "STR+r" | One way leftward | Unknown route-map component "CONTfq" |

| Continuation forward |

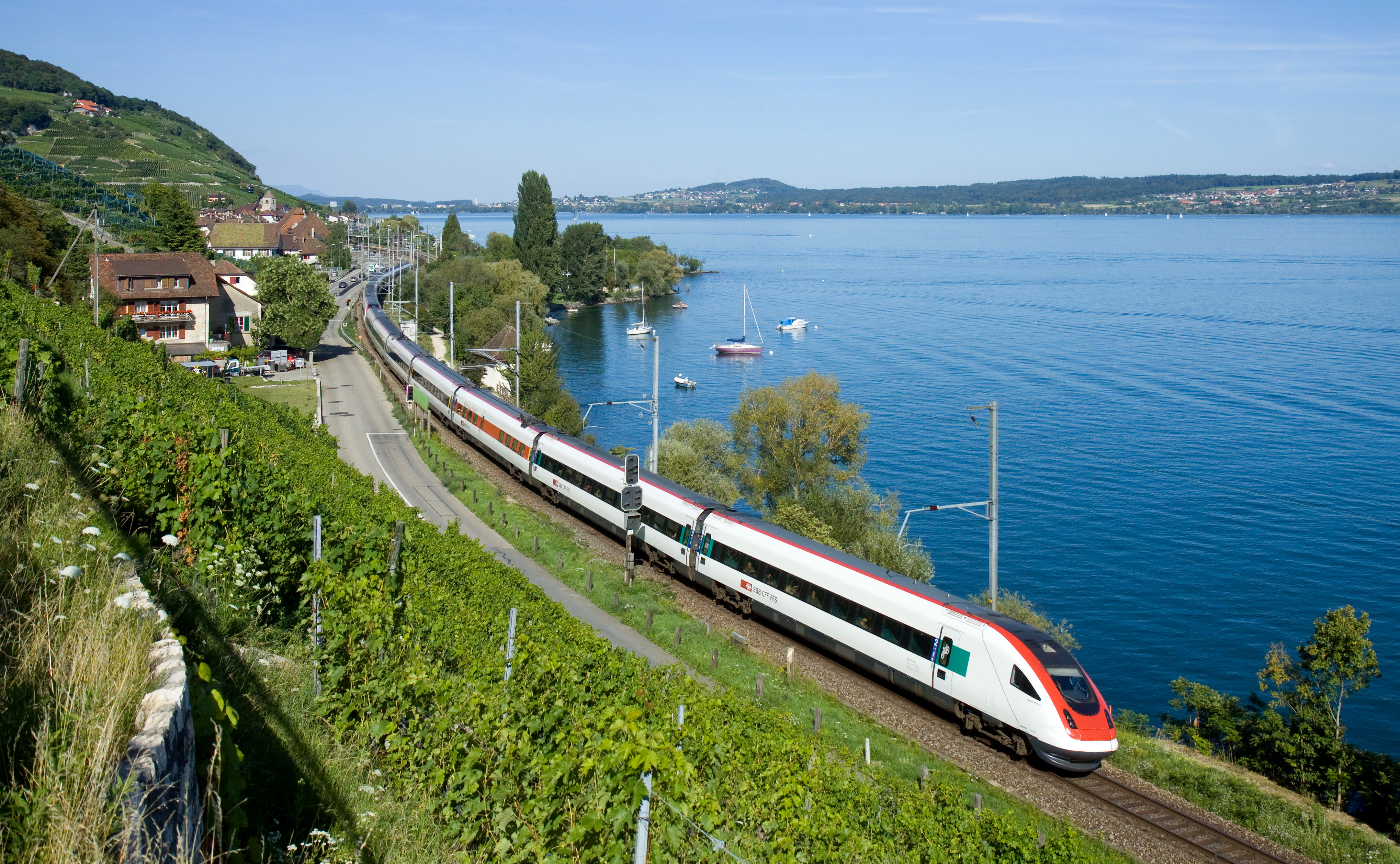
Un elettrotreno RABDe 500 a Twann

La linea parte dalla stazione di Losanna. Da Yverdon la ferrovia costeggia il lago di Neuchâtel, servendo la stazione di Neuchâtel. Da Le Landeron la ferrovia costeggia il lago di Bienne, prima di arrivare alla stazione di Bienne. Tra Bienne e Wangen an der Aare la linea corre parallela al fiume Aar; da Oensingen viene seguito il corso del fiume Dünnern, che si getta nell'Aar nei pressi della stazione di Olten, dove termina anche la ferrovia.